# Capilla del Senhor dos Passos
La Capilla del Senhor dos Pasos (en español Capilla del señor del Calvario o el Oratorio de San Sebastián) es una capilla situada en la Rua de Sao Domingos, en la ciudad de Oporto en Portugal.
Esta capilla comenzó a construirse en el año 1745, una fecha que está grabada en el frontón. Fue parte de una serie de oratorios que perteneció al Convento de los grillos, en las calles por donde se acostumbraba a pasar la procesión del Senhor dos Passos, en la Cuaresma. En 1834 las órdenes religiosas fueron suprimidas en Portugal y las procesiones dejaron de celebrarse, desapareciendo los oratorios. Hoy en día, sólo existen dos, la capilla de San Sebastián y la de la calle de San Francisco, que fue trasladada a la Aduana de la calle Nueva, frente a la Iglesia de San Nicolás.
La capilla es de arquitectura barroca, de planta cuadrangular. Las dimensiones reducidas limita a tener solo en la fachada principal de granito, un arco de medio punto con dos columnas y un frontón abierto. La única decoración está el centro del frontón, una concha con la fecha 1745 y una cruz con la inscripción IHS. En el interior, el espacio está cubierto de azulejos azules y blancos, con la estatua de Jesús yacente con la Cruz a cuestas.